# Antonio Fusco (calciatore)
Antonio Fusco (Roma, 6 gennaio 1916 – Roma, 19 dicembre 1993.) è stato un calciatore italiano, di ruolo mediano.

## Carriera
Esordisce giovanissimo in Serie A, il 24 dicembre 1933 in Roma-Alessandria (5-1).
Dopo aver disputato 7 stagioni nella squadra giallorossa, passa due stagioni al Pisa in Serie B, per poi tornare a vestire la maglia della Roma nell'immediato dopo guerra. Rivelazione del campionato 1933-1934, mantenne le promesse anche nelle (prime) coppe europee. Tonino di Testaccio, Tonino l'"impunito", considerato "il più scanzonato della scanzonatissima brigata giallorossa degli anni '30" (Sandro Ciotti), un po' Don Chisciotte, un po' David, che con il suo fisico brevilineo riusciva a vincere sui giganti. La Roma se lo regalò per Natale, quello del 1934. Proveniva dalla Spes di padre Libero. Era di famiglia povera. Per lui "Il Littoriale" indisse una sottoscrizione, si scrisse per una medaglia d'oro, ma, in realtà, gli fu consegnata la somma raccolta (Enrico Mania). Il primo anno guadagnava solo con i premi, il secondo passò a seicento lire, il terzo a mille, contro le centoventimila lire del "Corsaro Nero" Guaita.
Il giocatore più temuto: Giuseppe Meazza, al quale, durante una partita, rifilò persino una ginocchiata in pancia per fermarlo. Ad Annibale Frossi invece ruppe gli occhiali, perché un ricco tifoso gli aveva promesso ben cinquecento lire se lo avesse fatto. Frossi lo aveva implorato di non farlo, perché quegli occhiali gliene erano costati trecento: sempre poco in rapporto al "cachet" offerto a Fusco..